# یین‌لانگ

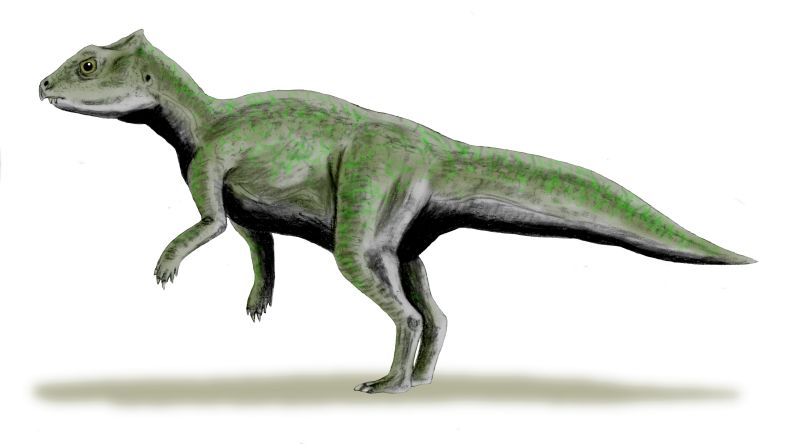

یین‌لانگ یا نهان‌اژدها (به انگلیسی: yinlong) (در چینی به معنی اژدهای پنهان) دایناسوری از دوران ژوراسیک بوده که در آسیای میانه زندگی می‌کرده است. قد این جاندار ۱٫۲ متر بوده است.